# Cyberpunk
Cyberpunk – odmiana fantastyki naukowej, skupiająca się na negatywnych konsekwencjach funkcjonowania ludzi w otoczeniu zaawansowanej technologii komputerowej i informacyjnej.
Słowo „cyberpunk” pojawiło się jako tytuł opowiadania Bruce’a Bethke wydanego w 1983 roku w ramach antologii „Amazing Stories”, jednak jako nazwy na określenie nowego nurtu literackiego po raz pierwszy użył go pisarz i wydawca fantastyki Gardner Dozois.
Pojęcie cyberpunku można rozważać również pod kątem postawy życiowej, filozofii lub ideologii, w której porównania człowieka z maszyną (cybernetyka) prowokują pytania na temat duszy, Boga oraz świadomości.
Za ojca literackiego cyberpunku uważa się powieściopisarza Williama Gibsona, którego najważniejsze utwory tworzą „Trylogię Ciągu”: „Neuromancer”, „Graf Zero” i „Mona Liza Turbo”. Jest on też autorem licznych opowiadań. Rozkwit gatunku nastąpił w latach osiemdziesiątych XX wieku. Jego dość sztywna konwencja spowodowała jednak wkrótce wtórność, a autorzy, poszukując oryginalnych pomysłów, zaczęli przekształcać zasady świata stworzonego przez Gibsona. W efekcie pojawił się postcyberpunk Neala Stephensona czy steam punk – specyficzna odmiana historii alternatywnej czasów rewolucji przemysłowej.

## Charakterystyka

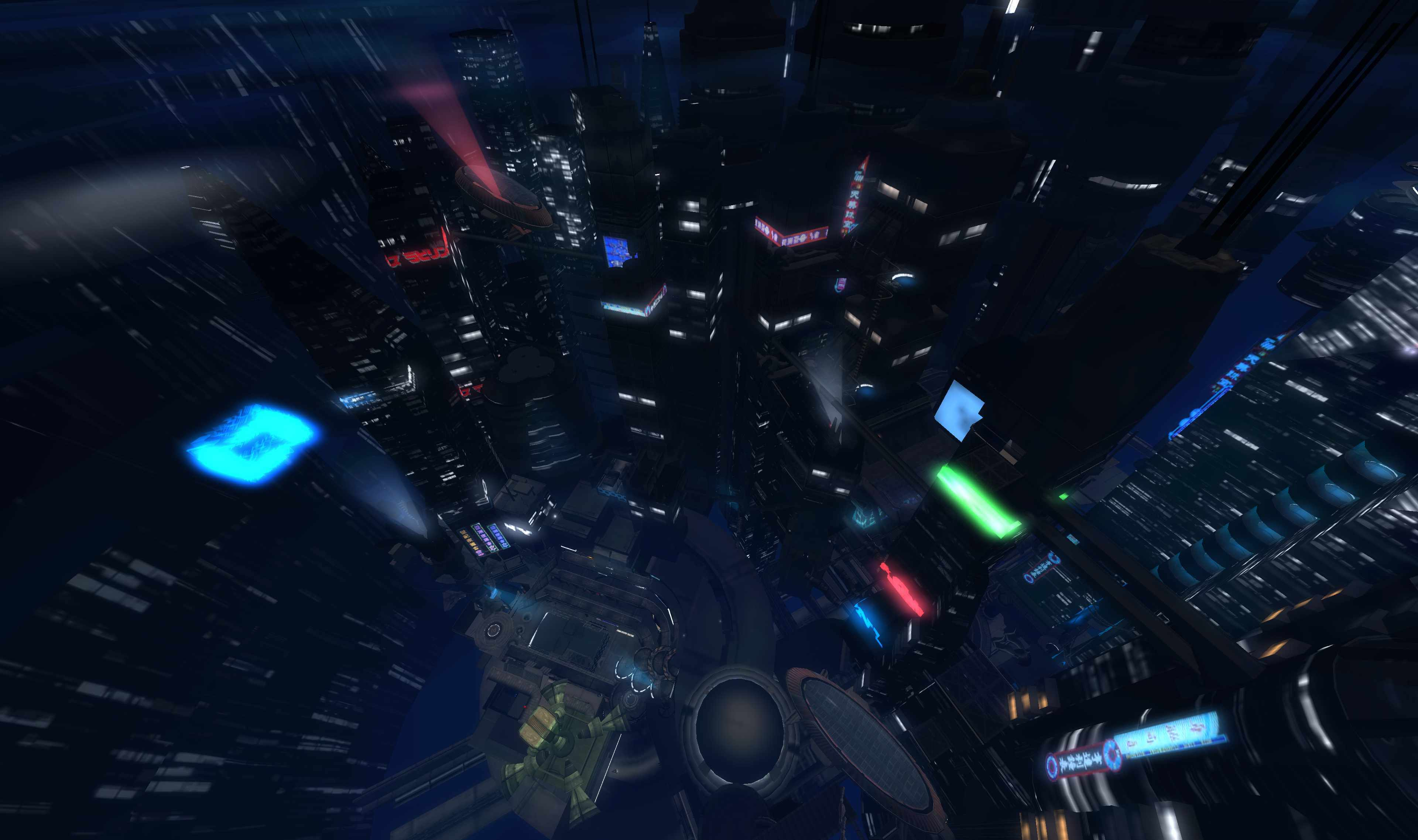
Panorama miasta cyberpunkowego

Do cech charakterystycznych utworów z tej odmiany fantastyki naukowej można zaliczyć:
- dystopijny obraz stechnicyzowanego i rządzonego przez korporacje świata przyszłości,
- rozkład moralny towarzyszący postępowi technologicznemu – zasada określana jako „high tech & low life” (Franz Rottensteiner), czyli „zaawansowana technologia i niski poziom życia”,
- istnienie związanej z technologią kontrkultury, z której wywodzą się bohaterowie,
- istnienie sieci przesyłu danych łączącej cały realny świat, a tworzącej osobną rzeczywistość (cyberprzestrzeń), w której często rozgrywa się znacząca część fabuły,
- uwypuklenie znaczenia informacji, jej przetwarzania i przesyłu dla świata przedstawionego,
- stechnicyzowanie języka narracji, połączone z wulgaryzacją i wprowadzaniem elementów gwar środowiskowych (przestępczych, młodzieżowych, zawodowych) zarówno do narracji, jak i języka używanego przez postaci,
- powszechność scalania elementów ludzkich i technicznych (cyborgizacje, wprowadzanie świadomości w cyberprzestrzeń, przenoszenie ludzkiej świadomości do SI),
- mroczny, pesymistyczny klimat utworów[3].

Cyberpunk zdaje się być uosobieniem zasady postulowanej przez futurystów „3M – Miasto, Masa, Maszyna”. Te trzy elementy składowe stanowią esencję cyberpunku. Akcja rozgrywa się najczęściej w ogromnych, przeludnionych miastach-molochach, gdzie ludzie są zdemoralizowani przez technikę, relacjami ludzkimi rządzi darwinizm społeczny, a dekadencka młodzież zażywa narkotyki i modyfikuje swe ciała, często do celów przestępczych takich jak hakerstwo, walki uliczne (punk). Clou cyberpunku to jednak Maszyna – cyberprzestrzeń i dek – szybki komputer. Ponadto niebagatelną rolę odgrywa cybernetyka – cybernetyczne wszczepy wszelkiego autoramentu, od sztucznych oczu, po sztuczne mięśnie i wzmocnione organy wewnętrzne (cyber-).
Cyberpunk koncentruje się najczęściej na konsekwencjach relacji człowieka z maszyną (często uwypuklając ich negatywne aspekty) – od posiadania całkowicie sztucznych ciał, lub przeciwnie – ich braku, gdy świadomość staje się czystą informacją funkcjonującą w cyberprzestrzeni, przez wspomnianą cyborgizację, na uzależnieniu człowieka od techniki w podstawowych czynnościach dnia powszedniego kończąc. Regułą w tym gatunku jest też istnienie korporacji i firm o niezwykle rozległych wpływach, które umniejszają znaczenie, lub wręcz zastępują system państwowy. Zdarzają się nawiązania do nurtu post apo, gdy cyberpunk przedstawia przyszłość jako świat niegościnny, w którym cywilizacja koncentruje się w odciętych miastach, gdzie wolność i swoboda zostały poświęcone w imię ochrony ludzkości (często jedynie pretekstowo). Stąd akcja utworów często opisuje działania zbuntowanego podziemia. Ostatnim przewijającym się motywem jest społeczeństwo informacji, gdzie cyberprzestrzeń jest wszechobecna, a informacje są niezwykle wartościowym towarem; tu pojawiają się przede wszystkim hakerzy.
Estetycznie mamy do czynienia z brudnym naturalizmem. Filmy często utrzymane są w jednolitej kolorystyce – tonacji ciemnoniebieskiej (nie zawsze, np. ciemnozielony Matrix). Popularne są ciemne kadry z kontrapunktami oślepiających neonów i ujęcia zatłoczonych ulic (cyberpunk rozkwitł w latach 80., kiedy powszechnie obawiano się problemu przeludnienia Ziemi) moknących w nieustającym deszczu.

## Literatura
Powstało wiele dzieł dziejących się w klimatach cyberpunku, najbardziej znanymi są książki Williama Gibsona, który jako pierwszy zapoczątkował cały nurt i fenomen świata rządzonego przez megakorporacje, sztuczną inteligencję oraz hakerów, którzy żyją w Cyberprzestrzeni. Jego najbardziej znaną powieścią jest Neuromancer – pierwszy tom Trylogii Ciągu, w skład którego wchodzą jeszcze Graf Zero i Mona Liza Turbo. Drugą trylogią autorstwa Gibsona jest Trylogia Mostu, na którą składają się książki Światło Wirtualne, Idoru oraz Wszystkie Jutra.
Neal Stephenson wraz ze swoją książką Zamieć (ang. Snow Crash) przedstawił w humorystyczny sposób postcyberpunkowy świat, w którym Stany Zjednoczone praktycznie przestały istnieć jako państwo.
Kolejnym znanym autorem cyberpunkowym jest Bruce Sterling, który zapoczątkował razem z Gibsonem nurt steampunkowy, powieścią Maszyna różnicowa.

## Muzyka i moda
Do muzyki cyberpunkowej przede wszystkim zalicza się takie gatunki jak jungle, drum and bass czy industrial. Utwory są zazwyczaj tworzone komputerowo, gdzie dominują ciężkie basy, mocne gitary. Ma to oddać specyficzny klimat przeludnionych miast, które tętnią własnym życiem, gdzie każdy człowiek jest jak nic nie znacząca mrówka. Do takiej muzyki możemy zaliczyć również IDM (ang. Intelligent Dance Music) jest ona nieco łagodniejsza i spokojniejsza od wyżej wymienionych gatunków i pasuje bardziej do japońskiego cyberpunka niż amerykańskiego, gdyż w nim dominuje mocniejsza i szybsza muzyka. Amerykański zespół Fear Factory uważany jest za zespół, który gra cyber-metal. Atari Teenage Riot również miał swój wkład w rozwój muzyki w tych klimatach. Należy tutaj wspomnieć również o ścieżce dźwiękowej z filmu „Blade Runner”, którą skomponował Vangelis, a która wpisuje się idealnie w klimat cyberpunku ogólnie pojętego.
Moda charakteryzuje się dużą różnorodnością. Głównie pokierowana jest pochwałą indywidualności, dlatego nie dziwi zestawienie obcisłego stroju w ciemnym kolorze z luźnym i jasnym materiałem o połyskujących elementach. W cyberpunku wszechobecnym trendem w modzie są elementy nawiązujące do najnowszych technologii oraz cyborgizacji ciała. Z tego względu kieszenie wypchane elektronicznymi gadżetami lub odtwarzacz MP3 przymocowany do paska są na porządku dziennym na równi z (raczej w opowiadaniach lub filmach z tego gatunku niż w rzeczywistości) elektronicznymi implantami zamiast oczu czy wysuwanymi szponami w palcach.
Gatunki vaporwave i synthwave są również pod mocnym wpływem cyberpunka, którego charakterystyczna dystopijna krytyka kapitalizmu stanowiła istotny element filozofii będącej podstawą powstania vaporwave. W przypadku synthwave jest to bardziej powierzchowne, ponieważ wiąże się wyłącznie z formą estetyczną.

## Filmy i seriale
Za najbardziej znany film spod znaku cyberpunk niektórzy uważają Łowcę androidów (ang. Blade Runner) w reżyserii Ridleya Scotta na podstawie książki Philipa K. Dicka Czy androidy śnią o elektrycznych owcach?. Film jest osadzony w dystopijnej przyszłości, gdzie produkowani są Replikanci, ludzkie maszyny, niewolnicy, służący do kolonizowania odległych planet. Po ich krwawym buncie na jednej z planet ich pobyt na Ziemi stał się nielegalny, a każdy oficer, który ma pewność, że podejrzany jest Replikantem, ma pozwolenie, aby odesłać go na „emeryturę”, czyli zwyczajnie może go zabić. W rzeczywistości film ten jednak w niewielkiej mierze spełnia założenia gatunku, będąc antyutopią SF w klimatach filmu Noir. Brak tu bowiem cyfrowej rzeczywistości i kontrkultury, powszechnych cyberwszczepów, androidy zaś tworzone są w sposób „analogowy” – nie są nosicielami cyfrowych SI. Film tworzy jednak widowiskową wizję posępnego miasta przyszłości, która jeszcze przed właściwymi narodzinami cyberpunku wyznaczyła kanony estetyki gatunku.
Liczba filmów z tego gatunku, a przynajmniej zawierające jakieś jego elementy znacznie wzrosła po premierze Łowcy androidów. Krótkie opowiadanie Williama Gibsona pt. Johnny Mnemonic również zostało zekranizowane, film nie odniósł większego sukcesu, jednak przedstawił częściowo gibsonowską wizję dystopijnego świata. Sukces odniósł film Matrix także zaliczany się do nurtu cyberpunk. Matrix ugruntował również styl i ubiór cyberpunka, czyli długie płaszcze, wysokie buty czy przeciwsłoneczne okulary.
Film anime Ghost in the Shell również nawiązuje do cyberpunkowej estetyki, jednak bardziej postawiono tutaj na wątki filozoficzne. Zwłaszcza odczuwalne jest to w jego drugiej części. Powstały parę lat po filmie kinowym serial (obecnie dwie serie) Stand Alone Complex bardziej skupił się na kryminalnych śledztwach w cyberpunkowym świecie. Ghost in the Shell prezentuje „uwspółcześniony” cyberpunk – wizję przyszłości przemyślaną z uwzględnieniem współczesnej wiedzy i przewidywań rozwoju technologii.
Kolejnym anime zakorzenionym w cyberpunku jest Akira autorstwa Katsuhiro Ōtomo. Typowe elementy cyberpunku (korporacje, chaos, szalejące gangi, bezsilność rządu) rozwinięte zostały o metafizykę.
Warty uwagi jest mniej znany serial anime Serial Experiments Lain (w Polsce znany jako Wirtualna Lain). Jest on uważany głównie za film science-fiction, jednak wiele osób dostrzega nawiązania do cyberpunka. Jednak i tu przeważa wątek filozoficzny.
Texhnolyze Hiroshiego Hamasaki to na poły cyberpunkowa, mroczna i niezwykle oryginalna wizja chylącej się ku upadkowi planety produkującej unikalne cyberprotezy, rządzonej przez urzędniczo-mafijne organizacje.
Na szczególną uwagę zasługuje japońskie dzieło Shin’ya Tsukamoto Tetsuo: Człowiek z żelaza oraz Tetsuo 2: Body Hammer. Są to surrealistyczne opowieści o człowieku, który z nieznanych przyczyn przemienia się w metalowego potwora. Filmy Tsukamoto pełne są undergroundowej estetyki oraz okrucieństwa i przemocy.

## Komiksy
Za pierwszy mariaż cyberpunku i komiksu uważa się serię Franka Millera Ronin. Cykl, który zaczął ukazywać się w roku 1983, miał większość cech nie wyodrębnionego wtedy jeszcze gatunku (wśród pasjonatów zdania są podzielone kto był pierwszy – Gibson czy Miller). Autor w futurystycznej scenerii zaprezentował przenikanie się pełnego rozkładu oraz rozwijających się megakorporacji świata, z rzeczywistością cyfrową oraz metafizyczną. Miller niejednokrotnie powracał potem do cyberpunku (chociażby w swoich komiksach o Robocopie).
W nurt cyberpunkowy wpisuje się też wydawana przez prestiżowe wydawnictwo Vertigo (oddział DC Comics) seria Transmetropolitan rysowana przez Daricka Robertsona do scenariuszy Warrena Ellisa. Jej główny bohater, Pająk Jerusalem, jest futurystycznym dziennikarzem. Głównie dzięki cynizmowi oraz bezgranicznej bezczelności jest on w stanie nieustannie kompromitować urzędy i wątpliwe autorytety futurystycznego, korporacyjnego świata.
Z cyberpunkiem zmierzył się też kolejny obok Franka Millera klasyk komiksu – Alan Moore. W swojej serii Top 10 przedstawił losy superfunkcjonariuszy policji z bliskiej przyszłości. Zarówno policjanci, jak i otaczający ich świat mają wiele znamion cyberpunku, acz nie tylko – Moore w typowy dla siebie sposób bawi się w tym komiksie konwencjami.
Motywy cyberpunkowe szczególnie rozpowszechnione są w mangach – do klasyki gatunku zaliczają się takie pozycje jak choćby Ghost in the Shell i Akira. Masamune Shirow, poza trzema tomami Ghost in the Shell oraz niezliczonymi odcinkami tej serii w japońskich magazynach jest również autorem cyberpunkowego cyklu Appleseed, dwukrotnie adaptowanego do postaci filmowej. W typowo cyberpunkowym klimacie osadzona też jest seria Hiroki Endo Eden, w której typowa dla gatunku specyfika (motywy postapokaliptyczne, biotechnologia i cybernetyka, wszechmogące korporacje) wymieszana jest z nawiązaniami do Biblii. Klasyczną cyberpunkową mangą jest Battle Angel Alita (GUNNM) autorstwa Yukito Kishiro. Historia odbywa się w „slumsach przyszłości”, gdzie łączenie ludzkiego ciała z maszyną jest czymś powszechnym. Zamiast policji, przestępców łowią łowcy głów, a „prawo” stanowi kierowana przez tajemniczy Zalem „fabryka”...
Swoją cegiełkę do nurtu cyberpunkowego w komiksie dołożyli też Polacy. Robert Adler i Tobiasz Piątkowski są autorami dwóch tomów cyklu Status 7, pierwotnie drukowanego w magazynie Reset. Również w magazynie, tym razem Produkt, debiutował cykl 9mm Clarence’a Weatherspoona (parę odcinków ukazało się później w zinie Tfur).

## Gry
Przykładem cyberpunku są też popularne gry fabularne takie jak Cyberpunk 2020 i Shadowrun, a także do pewnego stopnia polska Neuroshima, jak również gry komputerowe np:
- Deus Ex – będąca cyberpunkiem w bardzo klasycznym znaczeniu. Świat gry posiada wszystkie elementy będące kanonem tego gatunku, korporacje, implanty (zarówno mechaniczne jak i nanotechnologiczne), tajne rządowe laboratoria, broń energetyczną i przerośniętą międzynarodową sieć komputerową, oraz wszechogarniający chaos informacyjny. Ciekawym zabiegiem jest wykorzystanie większości najpopularniejszych teorii spiskowych w fabule gry, co jeszcze bardziej potęguje cyberpunkowy klimat (FPP/RPG).
- System Shock 1 oraz 2.
- Binary Domain(inne języki) – gra w której robotyka dokonała ogromnego skoku naprzód, by zapobiec zastępowaniu ludzi przez roboty do konwencji genewskiej dopisany został specjalny akt. Nie pozwalał on na stworzenie maszyny w pełni samodzielnie myślącej oraz robota, którego nie da się odróżnić od człowieka bez zaglądania w jego wnętrze. W roku 2080 incydent mający miejsce w USA, zmusza do wysłania międzynarodowej jednostki specjalnej na teren Tokio, gdzie znajduje się siedziba korporacji „Amada” podejrzanej o złamanie regulacji zawartej w konwencji genewskiej.
- Seria Metal Gear – akcja tych gier zawsze (jedynym wyjątkiem są części związane z Metal Gear Solid 3) dzieje się w przyszłości, datach późniejszych niż po wydaniu gry. W tej serii są nowoczesne gadżety, przesadnie nowoczesna broń, granaty blokujące urządzenia elektryczne. Są jednak rzeczy w tej serii, z którymi się spotykamy na co dzień (np. papierosy). Głównym elementem cyberpunkowym są nanomaszyny.
- Metroid – W tej grze kierujemy poczynaniami kobiety o imieniu Samus, która odbywa wędrówkę na planetę ZEBES w swoim technologicznym kombinezonie izolującym ją od niesprzyjających warunków zewnętrznego świata. Celem jej podróży jest zdobycie formy życia – METROIDA, który jest zagrożeniem dla wszechświata jeśli ktoś wykorzysta go do „złych celów”. Na początku historii ludzie mają zamiar wykorzystać go w pokojowych zamiarach (po pierwszej podróży SAMUS na planetę ZEBES udaje jej się zdobyć Metroida). Okazuje się jednak, że coś zabija całą kolonię badawczą. Samus podejmuje się sprawdzenia co się tam wydarzyło. Okazuje się, że wszyscy nie żyją. Jakaś istota kradnie metroida i zabiera go ponownie na planetę, która obumarła. Samus wkraczając na jej teren budzi ją do życia. W trakcie badania planety – zdobywa kolejne implanty, które powodują, że zyskuje ona nowe zdolności jak chociażby potrafi przybierać formę skorupy czy biegać osiągając prędkość, która powoduje nagrzewanie się jej zewnętrznej powłoki do zabójczej dla wrogów temperatury. Wszystkie implanty, które zdobywa są dziełem obcych form życia – pozwalają jej odpowiednio przekształcać się i wykorzystywać te transformacje, by odkrywać nowe obszary planety.
- Cyberpunk 2077 - gra polskiego studia CD Projekt RED, inspirowana kultowym systemem RPG autorstwa Mike’a Pondsmitha. Produkcja łączy w sobie elementy cRPG i Immersive Sim, prezentując przygodę głównego bohatera – V – głównie z widoku pierwszoosobowego.
- Remember Me(inne języki).
- Dreamfall Chapters.

## Różnice kulturowe
Kultura ma mocny wpływ na to, w jaki sposób tworzone są dzieła. Dotyczy to każdego gatunku w każdym medium i cyberpunk nie jest wyjątkiem. W zależności od tego, z jakiego kraju czy z jakiej kultury pochodzi dany tekst, który przypisujemy do nurtu cyberpunkowego, będzie on miał cechy charakterystyczne w mniejszym lub większym stopniu inne od tych, które znajdziemy w innych kręgach kulturowych. Zainteresowanie efektem technologii na społeczeństwo, które jest jedną z najważniejszych cech cyberpunku, może przejawiać się w najróżniejszy sposób.
Przykładem tego mogą być różnice w ukazywaniu tego gatunku między krajami tak zwanego Pierwszego Świata i Trzeciego Świata, co widać na dziełach cyberpunku Stanów Zjednoczonych i Ameryki Łacińskiej. Według R. R. Londero cyberpunk tzw. Pierwszego Świata jest ekspresją, jeżeli nie post-modernizmu, to późnego kapitalizmu samego w sobie. Cyberpunk łaciński, natomiast, jest ukazaniem nierównej implementacji modernizmu i kapitalizmu.
Poza tym, Amerykanie często usadawiali swoje fikcyjne światy w Japonii, co pokazywało ich wyobrażenia o tym kraju. Japonia była zwykle ukazywana jako społeczeństwo hiperkonsumpcyjne z dużą ilością wysoko zaawansowanej technologii. To zachowanie miało oczywiście wpływ na to jak sami Japończycy pisali teksty cyberpunkowe.
W porównaniu z cyberpunkiem amerykańskim, europejska odmiana tego gatunku jest dużo bardziej technofobiczna. Tam, gdzie amerykańskie dzieła, podczas krytykowania technologii, pokazują również jej zalety, autorzy europejskiego cyberpunku nie robią tego, ukazując jedynie złe skutki postępu technicznego. Warto też dodać, że kino cyberpunkowe stało się dużo bardziej popularne w Stanach Zjednoczonych czy w Japonii, niż w Europie, głównie z powodów budżetowych – filmy te potrzebują wiele środków pieniężnych, by je wyprodukować.